# Bob Day Afternoon
Bob Day Afternoon  es el segundo episodio de la segunda temporada de Bob's Burgers y eldecimo quinto en general . Se emitió el 18 de marzo de 2012.

## Argumento
El episodio comienza con Bob van por la calle al banco para pedir un préstamo, a pesar de tener varios préstamos pendientes con ellos ya. Él es rechazado, y al regresar a su restaurante ve a varios coches de policía, seguido por un equipo SWAT y una serie de camionetas de noticias, regresando hacia la orilla. Un detective de la policía entra en su tienda, anunciando que hay un asalto y toma de rehenes en curso en el banco, y que necesita Hamburguesas Bob actuar como sede de la respuesta de la policía.
El ladrón de bancos Mickey (voz de Bill Hader) pide que le entregen pizzas de la pizzeria de Jimmy Pesto, y  para disgusto de Jimmy Bob toma la oportunidad para entregarlo a ellos, obtener publicidad gratuita en el progreso. La pizza es entregado por un robot de control remoto, y Gene le pide al operador donde recibió su formación, lo que lleva a una fantasía extendida sobre la asistencia Robot College, donde se le ve de fiesta y las rayas con los robots.
Bob se alegra cuando Mickey no le gusta las pizzas de Jimmy Pesto , y en su lugar piede hamburguesas . Él habla con Bob, y le pide que ofrecen las hamburguesas sí mismo. Cuando Bob hace, el francotirador de la policía intenta disparar Mickey, llevando a Bob ser tomado como rehén también. Una serie de cada grupo de telefonía llama complicación se desarrolla entre la policía, el banco y la familia de Belcher, que culminó con Bob les dice que él y los demás rehenes debe "golpear la cubierta" en una hora.
Antes de que esto suceda, Mickey es capaz de formar a los rehenes alrededor de sí mismo en un escudo humano y escapar a hamburguesas Bob, lugar de comercio con la policía en el proceso. Cuando pasa una hora el banco está inundado por el gas lacrimógeno, incapacitando a la policía y dar Mickey su oportunidad de escapar. Él lo toma, pero es capturado en el proceso, y el episodio termina con él llamando a la familia de la cárcel, todavía en buenas relaciones con todos ellos.

## Producción
Este episodio llevó a TV-14 de clasificación para el diálogo sugestivo (D), lenguaje ofensivo (L), situaciones sexuales (S) y la violencia gráfica (V).